# Budorcas taxicolor taxicolor
Sous-espèce
Le takin de Mishmi (Budorcas taxicolor taxicolor) est un caprin de la famille des bovidés, une sous-espèce de Takin (Budorcas taxicolor).

## Description
Il possède un corps lourd et une tête allongée. Cette sous-espèce est caractérisée par une petite taille et une fourrure foncée de ton marron.

## Répartition et habitat
Cet animal habite dans les hauts plateaux forestiers de Chine, d'Inde et de Birmanie où il est menacé.

## Conservation
Plusieurs parcs animaliers hébergent cette espèce menacée, notamment, en France, le Parc Animalier d'Auvergne et le zooparc de Beauval (Saint-Aignan) , ainsi que le zoo d'Anvers et le parc Forestia (tous deux en Belgique), le Tierpark Friedrichsfelde de Berlin (Allemagne), le zoo de Prague (République tchèque), le zoo de Pékin (Chine), etc. ou encore une trentaine d'autres zoos européens.